# Pont de Saint-Leu
Le pont de Saint-Leu est un pont routier de l'île de La Réunion, département d'outre-mer français et région ultrapériphérique dans le sud-ouest de l'océan Indien. Situé sur la route nationale 1a, il marque l'entrée Nord du centre-ville de Saint-Leu, avec sa couleur rouge.

## Description
Seul ouvrage de ce type à La Réunion, c'est un pont bow-string (littéralement "corde d'arc") métallique. Cette solution a été choisie par le maître d'ouvrage pour conserver la section hydraulique la plus importante possible à l'embouchure de la ravine Fontaine canalisée.
L'ouvrage est du type bow-string à tablier métallique mixte.
Le coupe fonctionnelle comprend :
- deux voies de roulement de 3,25 m de largeur chacune,
- deux pistes cyclables de 1,50 m de largeur chacune,
- deux trottoirs de 1,50 m de largeur chacune,
- deux bandes séparatives de 0,15 m entre les voies de roulement et les pistes cyclables,
- deux bandes séparatives de 0,20 m de largeur entre piste cyclable et trottoir servant aussi de caniveaux d'évacuation des eaux pluviales.

La largeur du tablier entre dispositifs de sécurité de type BN4 est égale à 13,20 m. La largeur hors tout de l'ouvrage est de 16,64 m.
La sous-face du tablier est placée à 0,75 m au-dessus du niveau de la crue centennale fixé à 3,04 NGR (nivellement général de La Réunion), soit 3,79 NGR.
L'ouvrage est constitué de : 
- deux arcs métalliques de section fermée de 1,00 m x 1,00 m,
- deux tirants horizontaux constitués de profilés reconstitués soudés de hauteur constante de 1,15 m avec des semelles supérieure et inférieure de 0,80 m de largeur et 0,02 m d'épaisseur,
- des pièces de pont transversales de hauteur variable (0,73 m à mi-portée) pour suivre la pente transversale de la chaussée en toit donnant une pente de 2,5 % avec une sous-face horizontale. Ces pièces sont placées à un intervalle de 3,50 m,
- des pièces de pont particulières au droit des appuis formés en caisson de hauteur variable,
- des suspentes espacées toutes les 3,50 m en rond plein de 100 mm de diamètre,
- des goujons sont soudés sur les semelles supérieures des pièces métalliques du tablier pour les lier au béton du hourdis,
- un hourdis en béton de qualité C35/42 ayant une épaisseur de 0,25 m.

## Dimensions principales
- Longueur totale : 49,25 m
- Largeur totale : 16,64 m
- Portée : 47,65 m

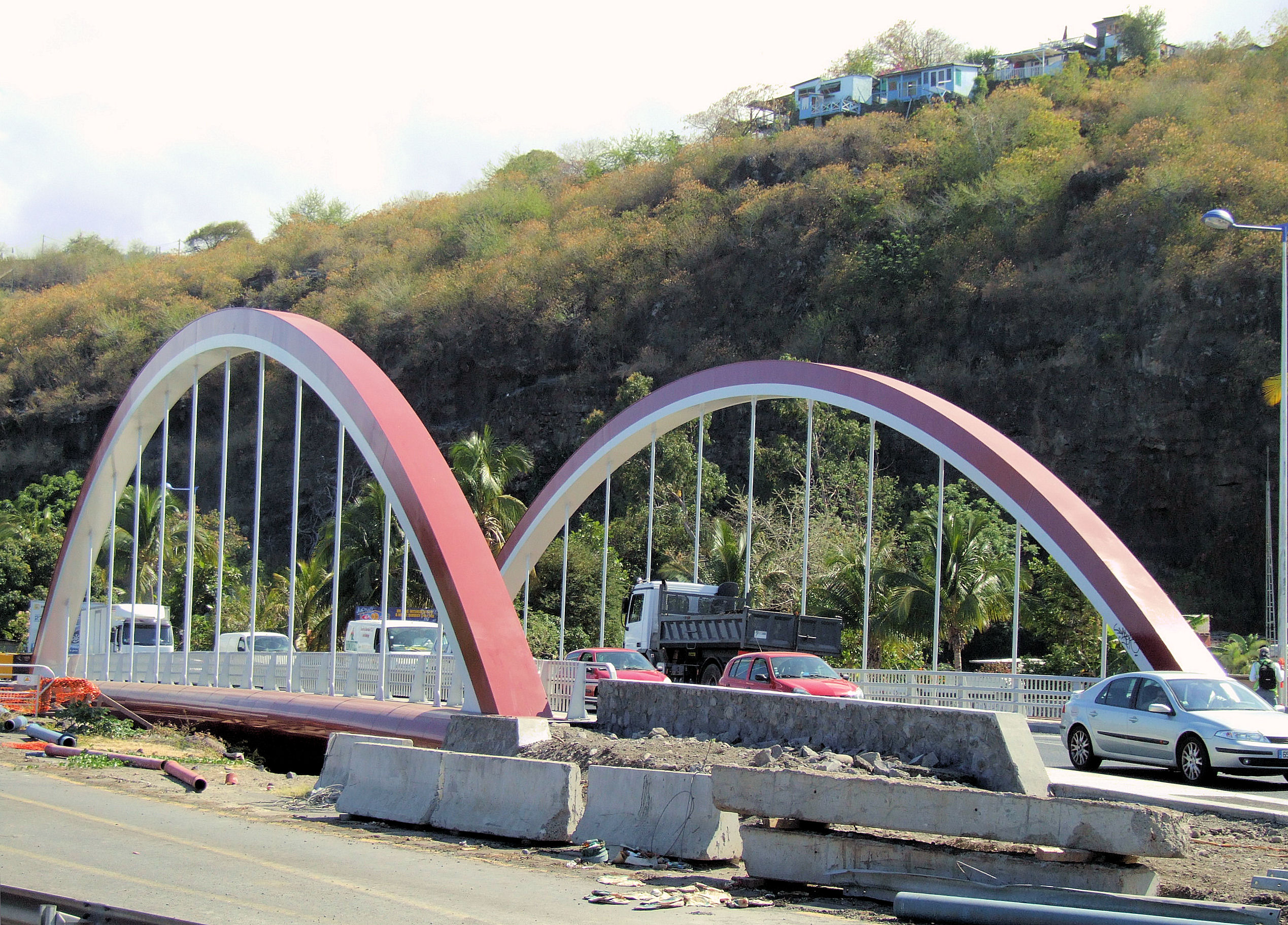
Le pont vu de l'aval
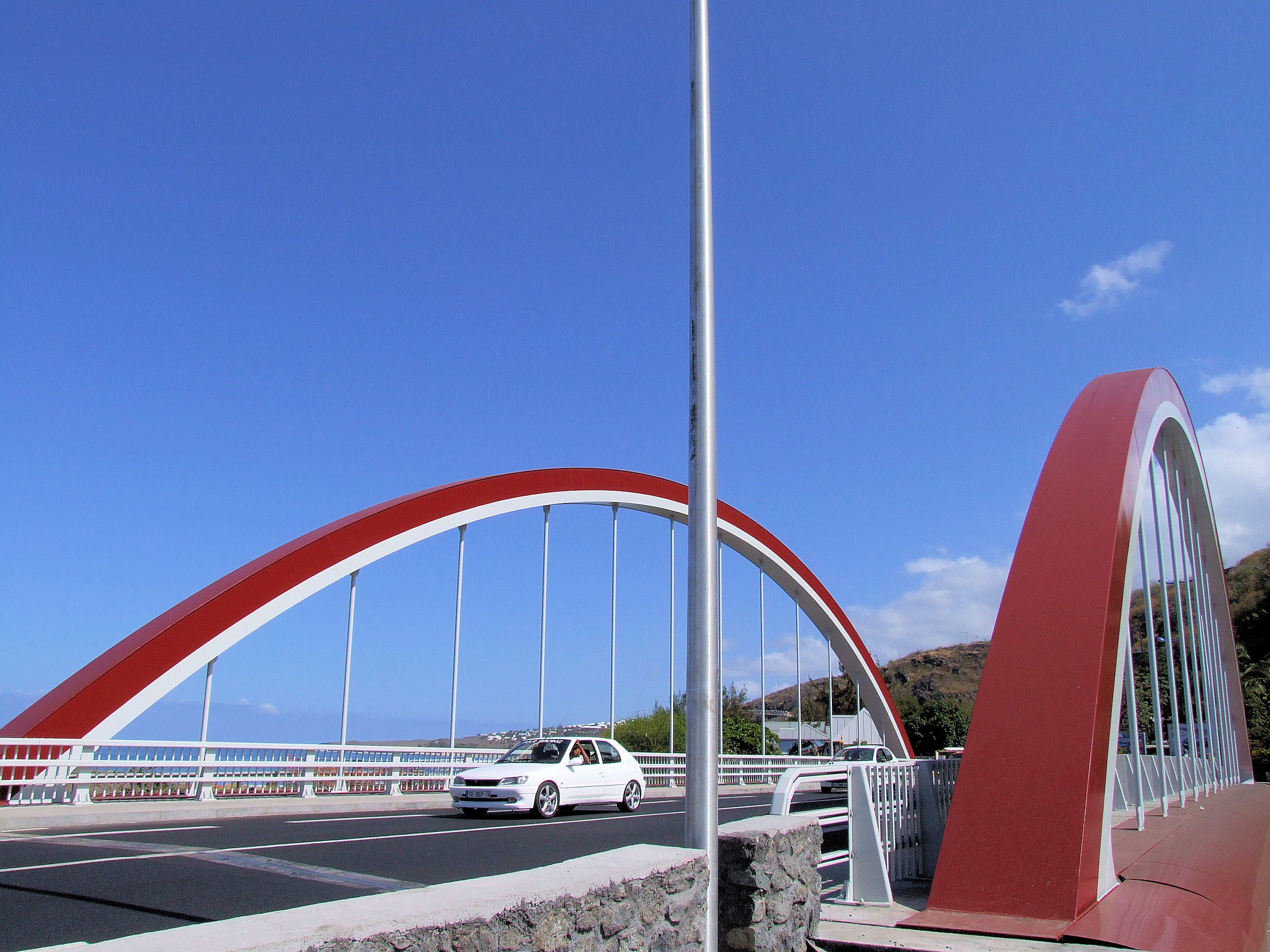
La chaussée
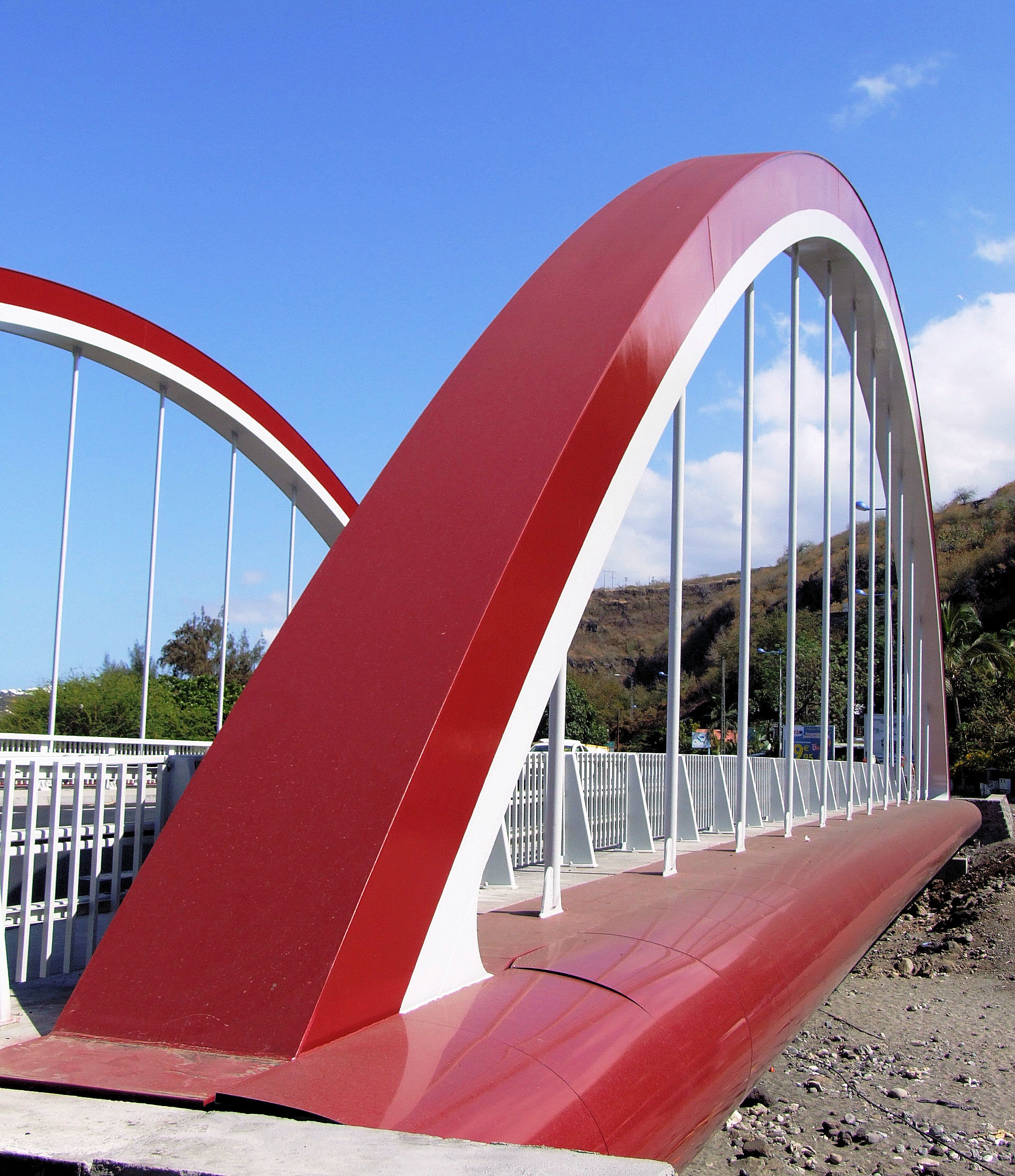
L'accrochage des suspentes